# Oostelijk boswitje
Het oostelijk boswitje (Leptidea morsei) is een vlinder die voor het eerst beschreven is in Japan door Frederick Azel Fenton in 1881. Veel later bleek, dankzij het speurwerk van een Joegoslavisch onderzoeker in 1930, dat ook een groot witje in het zuidoostelijk Centraal-Europa tot de soort behoorde. Aanvankelijk dacht men dat deze een vorm van Leptidea sinapis (boswitje) was.
Kenmerkend voor de soort is de vorm van de voorvleugel, daar deze aan de achterrand (iets onder de punt) sikkelvormig naar binnen is gebogen, en waardoor de vleugelpunt scherper is.
Als waardplanten worden soorten Lathyrus, wikke en gewone rolklaver gebruikt. Het oostelijk boswitje vliegt in twee generaties per jaar, van april tot in augustus. Hij overwintert in een pop.
Zijn verspreidingsgebied strekt zich uit van zuidoostelijk Centraal-Europa, over een groot deel van Azië, tot en met Japan.